# Growth Fetish
 (février 2024).
Growth Fetish est un essai économique écrit par Clive Hamilton, un intellectuel australien s'impliquant dans les domaines politiques et écologiques. Publié en 2003, le livre devint un best-seller en Australie, fait plutôt inhabituel pour sujet normalement considéré comme aride.
Dans ce livre, l'auteur expose que les politiques relevant du capitalisme sans entrave, suivies en Occident durant les cinquante dernières années, ont largement échoué, dans le sens où le but sous-jacent de la création de richesses est le bonheur, mais que les gens ne sont pas plus heureux aujourd'hui qu'il y a cinquante ans malgré une augmentation considérable de richesses personnelles. Hamilton considère que la poursuite d'une croissance économique relève d'un fétichisme, cette poursuite étant conduite à un prix énorme en termes de dégradation de l'environnement, d'érosion de la démocratie et des valeurs de la société en général.

## Résumé du livre
Une sentence, reprise par Hamilton, résume sa philosophie sur la société de consommation : « Les gens achètent des choses dont ils n'ont pas besoin, avec de l'argent qu'ils ne possèdent pas, pour impressionner des gens qu'ils n'aiment pas ». 
Hamilton considère que, si une société est arrivée à un point de développement tel que la majorité des gens vivent raisonnablement confortablement, la poursuite d'une croissance est inutile et elle devrait être réduite. Le surplus de richesses pourrait alors être affecté dans les infrastructures essentielles et à destination des pays en développement. Hamilton a adapté le terme eudémonisme pour désigner un modèle économique et politique qui ne dépend pas d'un niveau de croissance indéfini et finalement insoutenable, mais qui promeut au contraire « la pleine réalisation du potentiel humain à travers sa propre appréciation des sources de bien-être », parmi lesquelles il identifie les relations sociales, la satisfaction au travail, la croyance religieuse pour certains, et, par-dessus tout, le sens d'un but à poursuivre.
Hamilton associe le fétiche de la croissance à une « mentalité du développement » et à une « échelle de valeurs qui soutient que, bien que les êtres humains sont précieux par eux-mêmes, le monde non humain n'a de valeur que par la contribution qu'il peut apporter au bien-être des humains ». À cette vision, il oppose l'attitude d'une « écologie transpersonnelle » décrite par Warwick Fox (en) : elle est « centrée sur la notion que seule une personnalité égocentrique et tournée seulement vers elle-même peut s'imaginer être distincte du monde naturel, et que l'expansion de sa personnalité au-delà de lui-même entraîne nécessairement une prise de conscience qui s'étend au monde naturel ».

## Sur l'auteur
Clive Hamilton est un ancien directeur exécutif de l'Australia Institute, un think-tank indépendant qui a été reconnu comme jouant un rôle significatif dans les débats de politique sociale et environnementale. Hamilton a quitté l'Australia Institute en 2007. Growth Fetish reflète de nombreux éléments de l'étude Overconsumption in Australia conduite par l'Australia Institute. Selon cette étude, 62 % des Australiens pensent qu'ils ne peuvent pas se procurer tout ce dont ils ont besoin, même si, en réalité, leurs revenus n'ont jamais été aussi élevés